# 시모오리역
시모오리역(일본어: 下大利駅)은 일본 후쿠오카현 오노조시에 위치한 서일본 철도 덴진오무타 선의 역이다. 역 번호는 T11이다.

## 역사
- 1924년 4월 12일: 개업.
- 1968년: 역사 개축.
- 1989년 9월 1일: 다이아 개정에 의한 급행 정차역이 된다.
- 1998년 10월 1일: 동쪽 출입구 개설.
- 2008년: IC카드 nimoca 공용 개시.
- 2013년 4월 6일: 임시 역사(교상역)를 동쪽 출입구로 사용 개시.
- 2014년 3월 22일: 임시 선상으로 이전하고 옛 서쪽 역사 폐쇄.
- 2017년 2월 1일: 역 번호 도입.

## 역 구조
상대식 승강장 2면 2선의 교상역이다. 입구는 동쪽과 서쪽의 2곳으로, 유인역에서 자동 매표기와 자동 개찰기, 정기 매표장도 있다. 1998년에 신설된 동쪽 출입구를 이전하는 형태로 2013년 4월부터 교상역을 가설 역사로 변경되면서 에스컬레이터, 엘리베이터가 설치되었다. 임시 선상으로 이전된 2014년 3월 22일부터는 옛 서쪽 역사를 해체하고 역 기능을 집약했다. 커브 길에 위치하기 때문에 승강장과 열차 사이에 틈이 있다. 또한, 원래부터 존재하던 역사인 역 서쪽 출입구에는 미스터 도넛 등이 있었지만 고가 공사에 따라 모두 철거되었다.

### 승강장
| 1 | ■ 덴진오무타 선 | 하행 | 후쓰카이치・구루메・오무타・(일부 다자이후 선 직통 다자이후) 방면 |
| 2 | ■ 덴진오무타 선 | 상행 | 오하시・야쿠인・후쿠오카(덴진) 방면                               |

## 이용 현황
| 연도 | 1일 평균 승차 인원 | 1일 평균 승하차 인원 |
| ---- | ------------------ | -------------------- |
| 2000 | 9,063              | 18,134               |
| 2001 | 8,817              | 17,644               |
| 2002 | 8,527              | 17,019               |
| 2003 | 8,374              | 16,790               |
| 2004 | 8,036              | 16,140               |
| 2005 | 8,014              | 15,838               |
| 2006 | 7,976              | 15,929               |
| 2007 | 7,921              | 15,817               |
| 2008 | 7,871              | 15,866               |
| 2009 | 7,764              | 15,696               |
| 2010 | 7,744              | 15,666               |
| 2011 | 7,653              | 15,486               |
| 2012 |                    | 15,528               |
| 2013 |                    | 15,962               |
| 2014 |                    | 15,498               |
| 2015 |                    | 15,645               |
| 2016 |                    | 15,281               |

## 역 주변
오노조 시 남동쪽 끝에 위치하여 중심부에서 떨어져 있지만, 시 남단부에 개발된 주택지로의 버스 노선의 운행 거점이다. 역전은 폭이 좁은 도로 주변에 소규모 상점이 밀집하고 있다.
- 후쿠오카 은행 시모오리 지점
- 서일본 시티 은행 시모오리 지점
- 오노조 시모오리 우체국
- 이온 시모오리점
- 이세야 시모오리점
- 후쿠오카 현립 지쿠시추오 고등학교
- 시모오리 단지
- JR 규슈 가고시마 본선 미즈키역 - 남쪽으로 약 600m

## 인접역
| 서일본 철도 ■ 덴진오무타 선                  | 서일본 철도 ■ 덴진오무타 선 | 서일본 철도 ■ 덴진오무타 선        |
| -------------------------------------------- | --------------------------- | ---------------------------------- |
| T09 가스가바루 니시테쓰 후쿠오카 (덴진) 방면 | ■ 급행                      | 니시테쓰후쓰카이치 T13 오무타 방면 |
| T10 시라키바루 니시테쓰 후쿠오카 (덴진) 방면 | ■ 보통                      | 도후로마에 T12 오무타 방면         |